# Atrococcus stellarocheae
Atrococcus stellarocheae är en insektsart som beskrevs av Goux 1988. Atrococcus stellarocheae ingår i släktet Atrococcus och familjen ullsköldlöss. Inga underarter finns listade i Catalogue of Life.